# 接語
接語（せつご、clitic）とは、統語論上は独立の語だが、音韻論上は他の語に依存している拘束形態素（束縛形態素）である。接語が音韻論的に依存する相手をホストという。クリティック、倚辞とも。
接語は一般に機能語であり、弱く発音されることが多い。
日本語では、助詞の殆どとコピュラが接語である。例えば「わたしが」の「が」は独立した語であり、「わたしが」は複合語ではないが、発音はひとまとまりである。
接語は接辞ではない。接辞は構文上も発音上も独立ではなく、派生語の中にしか現れない。接語は構文上は独立であり、一般に句や節と文法的な関係を持つ。「あの男は」の「は」は、構文上は「あの男」と結びついているが、発音上は「男」とだけ結びついている。

## 分類
発音上、前の語と結びつく接語を enclitic、後ろの語と結びつく接語を proclitic と呼ぶ。『言語学大辞典』では enclitic を前接語、proclitic を後接語と訳している。逆から見れば、enclitic は語の後ろから結びつき、proclitic は前から結びつく。『文部科学省学術用語集 言語学編』では enclitic を後接語、proclitic を前接語と訳している。en- は「後ろ」、pro- は「前」の意の接頭辞である。宮岡 (2002) はその字義に従って enclitic を後倚辞、proclitic を前倚辞と訳している。

## 接語と接辞
接語と接辞は一見似ているが、語として機能する接語と、語の中に現れる接辞とは構造上全く異なる。ただし様々な言語で、接語だったものが独立性を失って接辞になることはしばしば見られる。
英語の n't が接語ではなく接辞であることをズウィッキーとプラムが示した時に用いた基準を以下に示す。
|      | 接語 | 接辞 |
| ---- | --- | --- |
| 定義 | 発音上は語と結び付いているが、構造上は語ではなく句や節とつながりがあり、独立の語として働く。 - 私の妻の弟 発音: 私の / 妻の / 弟 構造: [[[私 の] 妻] の] 弟 - my wife's brother 発音: my / wife's / brother 構造: [[my wife] 's] brother | 発音上および構造上、他の語あるいは形態素に結び付いて一つの語をなす。 - called - helped - aren't - couldn't                                                                                             |
| 性質 | 一般に、様々な種類の語と結び付く。 - 弟の手紙 (名詞の後) - 彼の手紙 (代名詞の後) - 彼からの手紙 (接置詞の後) - the mayor's brother (名詞の後) - the mayor of London's brother (固有名詞の後) - a friend of mine's brother (代名詞の後)   | 一般に、狭い種類の語と結び付く。 - call - called (動詞の後) - could - couldn't (助動詞の後) |
| 性質 | 例外的な欠落が無い。 | 例外的な欠落があり得る。 - *musted - *oughted - *amn't - *mayn't |
| 性質 | 例外的な語形が無い。 | 例外的な語形があり得る。 - have - had (*haved) - do - did (*doed) - eat - ate (*eated) - will - won't (*willn't)                                                                                       |
| 性質 | 例外的な意味の変化が無い。 | 例外的な意味の変化があり得る。 - shall (…だろう) - should (…するべき) - *use to - used to (かつて…していた) - must (…しなくてはならない) - mustn't (…してはならない) ex. don't have to (…しなくてよい) |

## 日本語
助詞およびコピュラは前接語であり、前の名詞句とひとまとまりに発音される。文節とは、この名詞句と前接語とからなる発音上の単位であり、文の構造を反映しているわけではない。
| 文   | あの人は私の甥です。 | あの人は私の甥です。 | あの人は私の甥です。 | あの人は私の甥です。 | あの人は私の甥です。 | あの人は私の甥です。 | あの人は私の甥です。 |
| 構造 | あの人は             | あの人は             | あの人は             | 私の甥です。         | 私の甥です。         | 私の甥です。         | 私の甥です。         |
| 構造 | あの人               | あの人               | は                   | 私の甥               | 私の甥               | 私の甥               | です。               |
| 構造 | あの                 | 人                   | は                   | 私の                 | 私の                 | 甥                   | です。               |
| 構造 | あの                 | 人                   | は                   | 私                   | の                   | 甥                   | です。               |
| 文節 | あの                 | 人は                 | 人は                 | 私の                 | 私の                 | 甥です。             | 甥です。             |

## 英語
英語では、コピュラ be の縮約形 'm (am), 're (are), 's (is) および助動詞の縮約形 'll (will), 've (have), 's (has), 'd (would/had) が前接語である。これらには強勢を置けないので、強調する時には縮約しない元の形を使う。逆に言えば、強勢がある時にはこれら接語を用いることはできない。
- I don't know who she is.  (*I don't know who she's.)
- Have you done it? — Yes, I have.  (*Yes, I've.)
- He's not a fool. — He is a fool!  (*He's a fool!)  cf. He's not a genius, either.

所有を表す 's も前接語であり、発音と構造にずれがある。例えば名詞句 the king of Sparta's wife では、the king of Sparta に接語 's が付き、wife の所有限定詞として働いているが、発音上は Sparta's でひとまとまりである。
冠詞の a /ə/, an /ən/, the /ðə/ は後接語であり、強勢を置けない。強調するときは、代わりに /eɪ/, /æn/, /ði/ を用いる。字は変わらない。
否定の n't は接語ではなく、接尾辞である。n't を含む語は完全に 1 語として機能し、強勢を持ち、また現れ方に制限がある。

## フランス語
フランス語では、人称代名詞は強勢形を除いて全て接語である。詳しくはフランス語の人称代名詞を参照すること。また数量詞以外の限定詞も接語である。詳しくはフランス語の限定詞を参照すること。

## アラビア語
アラビア語では、定冠詞、主格を除く人称代名詞、および副詞の一部が接語である。このうち人称代名詞は前接語である。